# Haematocarpus
Haematocarpus es un género con cinco especies de plantas de flores perteneciente a la familia Menispermaceae. Se encuentra en el sur y sudeste de Asia.

## Especies seleccionadas
- Haematocarpus comptus
- Haematocarpus incisus
- Haematocarpus subpeltatus
- Haematocarpus thomsoni
- Haematocarpus validus